# Antonina Wyrzykowska

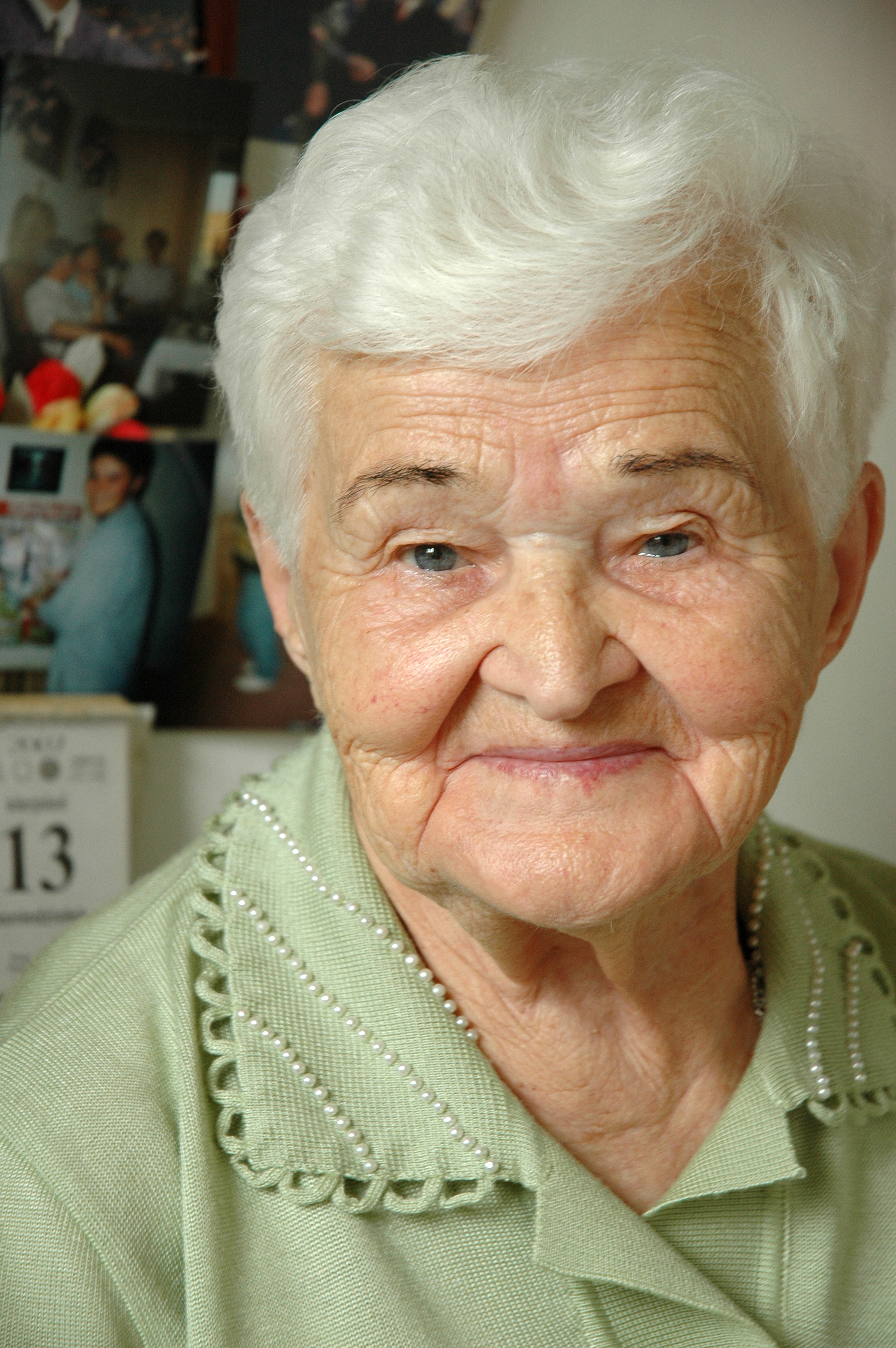
Antonina Wyrzykowska 2007

Antonina Wyrzykowska, geb. Karwowska (* 2. August 1916 in Janczewko bei Jedwabne; † 29. November 2011 in Milanówek), war eine Polin, die mit dem Ehrentitel Gerechter unter den Völkern ausgezeichnet wurde.
In eine katholische Bauernfamilie geboren, musste sie den Schulbesuch nach der 2. Klasse abbrechen, um den Eltern zu helfen. Mit 16 Jahren heiratete sie Aleksander Wyrzykowski und blieb mit ihrem Ehemann auf dem Bauerngut ihrer Eltern.
Im Sommer 1941 haben die deutschen Behörden in Łomża ein Ghetto eingerichtet und dort die Juden aus der Umgebung eingesperrt. Die Wyrzykowskis versuchten trotz der Lebensgefahr, den Juden zu helfen und versorgten sie mit Lebensmitteln. Das Łomżaer Ghetto wurde am 1. November 1942 liquidiert und die Insassen in Vernichtungslager deportiert.
Im November 1942 errichteten die Wyrzykowskis unter dem Schweine- und Hühnerstall zwei geheime Räume und versteckten dort sieben Juden: Moses Olszewicz, Berek Olszewicz, Schmul Wasserstein, Elke, die Braut des Moses Olszewicz, Israel Grądowski, Jankel Kubrzański und Lea Sosnowska. Einige von ihnen haben vorher die Massaker von Jedwabne überlebt.
Die deutschen Gendarmen haben das Bauerngut mit Spürhunden durchsucht, jedoch die versteckten Räume nicht entdeckt. Die Juden blieben dort bis zum Einmarsch der Roten Armee im Januar 1945. Sechs von sieben Juden haben das Gehöft bald verlassen, nur Schmul Wasserstein blieb weiter bei der Familie Wyrzykowski.
Zwei Monate später wurde Antonina Wyrzykowska in der Nacht vom 13. zum 14. März 1945 von sechs Nachbarn überfallen und verprügelt. Die Banditen wollten den geretteten Juden Wasserstein töten, konnten ihn aber nicht finden, haben nur das Gehöft beraubt. Am nächsten Tag flohen die Wyrzykowskis mit ihren zwei Kindern nach Łomża, wo sie bei den geretteten Juden Unterkunft fanden.
Die Wyrzykowskis wurden von den Antisemiten immer öfter beschimpft. Um den Schikanen zu entgehen, entschloss sich Antonina, mit den geretteten Juden Polen zu verlassen. Im Herbst 1945 kamen sie illegal in das Flüchtlingslager in Linz. Ihr Ehemann und ihre Kinder blieben in Polen. Später kam Antonina zurück nach Polen und siedelte sich mit ihrer Familie in Bielsk Podlaski an. Sie kauften dort ein Gehöft, aber am Anfang der 1960er Jahre zogen sie nach Milanówek unweit von Warschau um. Antonina fand eine Anstellung in Warschau als Schuldienerin, dann als Verkäuferin. Ihr Ehemann verstarb in dieser Zeit. In den 1970er Jahren besuchte sie die geretteten Juden in den Vereinigten Staaten. Dort heiratete sie einen amerikanischen Polen, die Ehe wurde allerdings bald geschieden. Auch die nächste Ehe endete mit einer Scheidung.
Antonina Wyrzykowska korrespondierte mit den geretteten Juden. 1976 wurden sie und ihr Ehemann von Yad Vashem mit dem Titel Gerechter unter den Völkern ausgezeichnet. Am 1. Oktober 2007 wurde sie mit dem Komturkreuz des Polonia-Restituta-Ordens geehrt.